# Verbascum phoeniceum
Verbascum phoeniceum L., 1753 è una specie di pianta della famiglia Scrophulariaceae.

## Descrizione
Verbascum phoeniceum  è una pianta biennale o poliennale, erbacea, che cresce da 30  fino a 80 centimetri e raramente giunge al metro.
Il fusto diritto è coperto di lanuggine, nervato verso l'alto. La parte superiore delle foglie è lucente e quasi spoglia, al di sotto è pelosa e lanuginosa, la forma è ovoidale e il bordo irregolarmente intagliato.
Il breve periodo della fioritura, con petali violetti, va da maggio a giugno. Le inflorescenze sono raggruppate in fiori con stelo. I boccioli hanno una forma visibilmente pentagonale.
I racemi sono di circa 30 mm; gli stami sono alla base di color giallo-arancione, ma nel mezzo e sulla punta sono avvolti in una lunga peluria violetta. Le antere sono color violetto scuro, ma dopo la loro schiusa sono ricoperte da pollini gialli.
Lo stilo violetto con il verde stigma è un po' più corto che gli stami e sporge verso il basso.
Il numero cromosomico è 2n = 32 o 36.

## Distribuzione e habitat
Verbascum phoeniceum è diffuso nell'Europa del sud-est, nella parte orientale del Bacino del Mediterraneo e nell'Asia occidentale.

## Tassonomia
La prima descrizione di Verbascum phoeniceum risale al 1753 ad opera di Linneo.

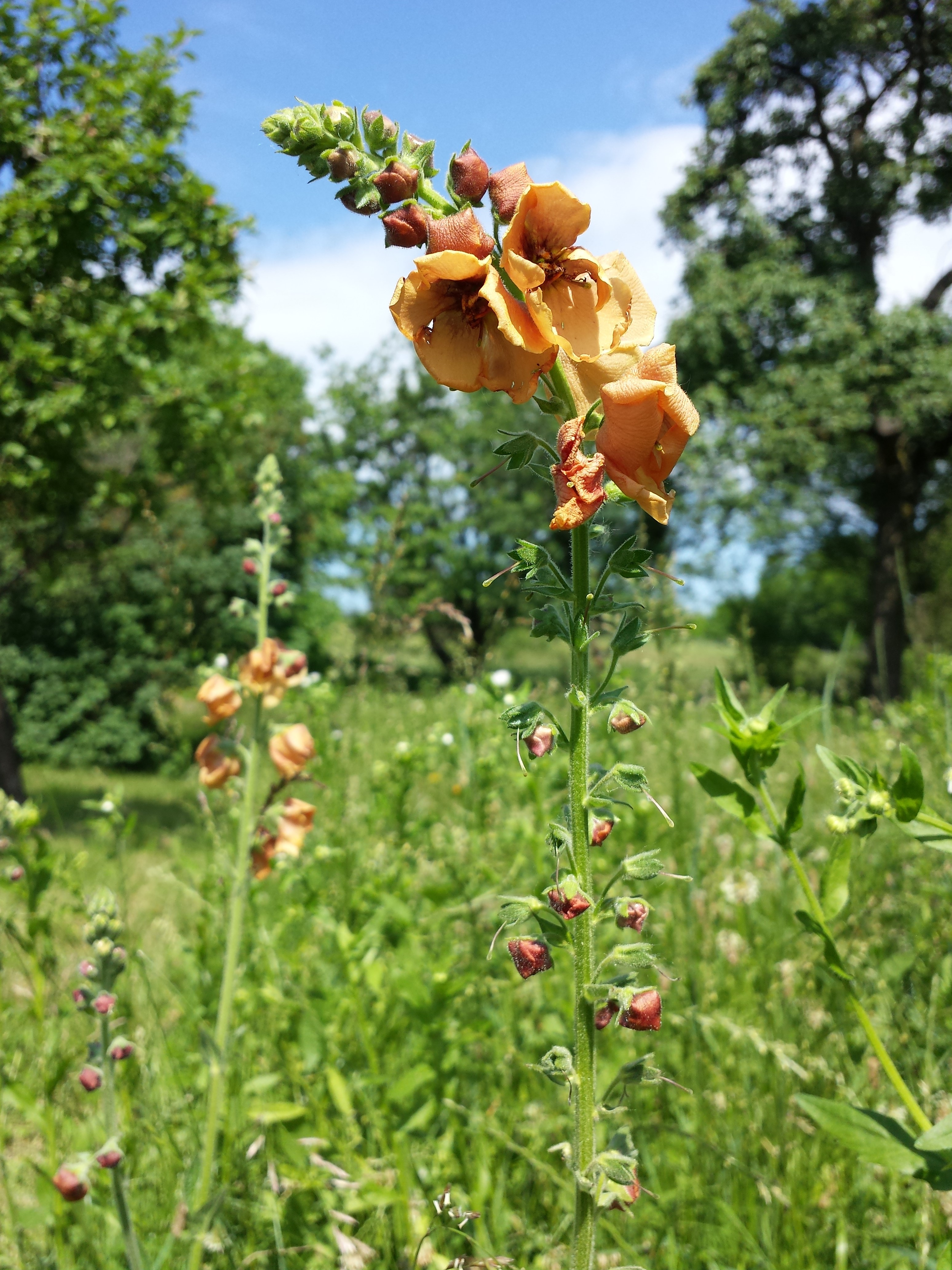
Ibrido di Verbascum phoeniceum con Verbascum blattaria

Sono noti anche ibridi di Verbascum phoeniceum con altri tipi di Verbascum.

## Usi
Fra le prevalenti fioriture blu-violetto se ne trovano occasionalmente anche di bianche, o più raramente, rosa. Quelle violetto vengono utilizzate in vario modo come piante ornamentali nei parchi e nei giardini.